# Thomas Pleisch
Thomas Pleisch (né le 17 décembre 1913 en Suisse, mort le 16 mars 1936 à Bâle) est un joueur professionnel suisse de hockey sur glace.

## Carrière
Thomas Pleisch fait sa carrière au HC Saint-Moritz et au HC Bâle.
Il participe avec l'équipe nationale aux Jeux olympiques de 1936 ainsi qu'aux championnats du monde de hockey sur glace 1933, 1934 et 1935.